# ファンダメンタル分析
企業のファンダメンタル分析とは、財務諸表、健全性、経営、競争優位性、競合相手、市場などを分析することである。先物や為替に適用する場合は、経済、金利、製品、賃金、企業経営の全般的な状況に着目する。
この用語は、他の種類の定量的な分析やテクニカル分析などの投資分析と区別するために使用されている。ファンダメンタル分析は過去と現在のデータを用いて行われるが、その目標は業績予想である 。
個人投資家においては長期保有を前提に配当などの利回りを重視する立場をとる。大手機関投資家すなわち各銀行の含み益にも関係することから株価に全く無関心なことはないが、短期の上げ下げに一喜一憂しないアプローチ手法である。